# ATP Challenger Monte Carlo
Der ATP Challenger Monte Carlo (offiziell: Monte Carlo Challenger) war ein Tennisturnier, das zwischen 1994 und 1995 in Roquebrune-Cap-Martin, nahe der Grenze zu Monaco, stattfand. Es gehörte zur ATP Challenger Tour und wurde im Freien auf Sand gespielt.

## Liste der Sieger

### Einzel
| Jahr | Sieger          | Finalgegner         | Ergebnis |
| ---- | --------------- | ------------------- | -------- |
| 1995 | Sjeng Schalken  | Frederik Fetterlein | 6:3, 6:4 |
| 1994 | Andrea Gaudenzi | Gérard Solvès       | 6:2, 6:1 |

### Doppel
| Jahr | Sieger                         | Finalgegner                       | Ergebnis |
| ---- | ------------------------------ | --------------------------------- | -------- |
| 1995 | Nicklas Kulti Mikael Tillström | Nicolas Kiefer Michael Stich      | 7:5, 7:5 |
| 1994 | Henrik Holm Magnus Larsson     | Cristian Brandi Federico Mordegan | 7:6, 6:2 |